# Антоново (Мядельський район)
Антоново (біл. Антанова) — село в складі Мядельського району Мінської області, Білорусь. Село підпорядковане Будславській сільській раді, розташоване в північній частині області.